# Rinorea auriculata
Rinorea auriculata là một loài thực vật có hoa trong họ Hoa tím. Loài này được (Tul.) Baill. miêu tả khoa học đầu tiên năm 1886.